# Giuseppe Pennisi di Santa Margherita
Giuseppe Pennisi di Santa Margherita (Acireale, 13 maggio 1880 – 14 febbraio 1965) è stato un avvocato e politico italiano.

## Biografia
Barone, fu avvocato con studio legale nella sua città natale interessandosi alla vita politica fin dagli anni del liceo. Sposato con la figlia del marchese di San Giuliano fu sindaco di Acireale dal 1905 al 1907. Cattolico militante di orientamento liberale viene eletto più volte deputato col sostegno della nobiltà locale, contendendo il seggio al concittadino Giuseppe Grassi Voces. Nel 1924 fu eletto per l'ultima volta nelle file della Lista Nazionale, per poi lasciare la politica al termine della legislatura.
L'epistolario che raccoglie le lettere scambiate con la moglie è stato donato ed è custodito dall'Accademia Zelantea della città natale.